# Нунвайллер, Ион
Ион «Нелу» Нунвайллер (рум. Ion Nunweiller; 9 января 1936 — 3 февраля 2015) — румынский футболист (защитник) и тренер. Провёл почти триста матчей в румынской Дивизии A, играл в турецкой Суперлиге и принял участие в Олимпийских играх 1964 года.

## Карьера игрока

### Клубная карьера
Начал профессиональную карьеру в 1956 году с «Динамо Бухарест», воспитанником которого он и был. 12 августа 1956 года он дебютировал в высшей румынской лиге, Дивизии А. Нунвайллер в свои ранние годы был ключевым игроком команды и выиграл с клубом три кубка Румынии (1959, 1964 и 1968) и четыре чемпионата подряд (1962, 1963, 1964 и 1965).
Летом 1968 года после 16 лет в «Динамо» он покинул клуб, получив возможность уехать за границу. Там он присоединился к «Фенербахче». Его карьера в Стамбуле сложилась успешно, как и в «Динамо». В 1970 году он выиграл кубок Турции по футболу. После двух лет в Турции Нунвайллер вернулся на родину, в свой бывший клуб «Динамо Бухарест». В 1970/71 сезоне он выиграл ещё один чемпионский титул, а год спустя закончил свою карьеру.

### Национальная сборная
Нунвайллер провёл 40 игр за сборную Румынии. Он дебютировал 26 октября 1958 года в товарищеском матче против Венгрии. В 1964 году он был в составе сборной Румынии на Олимпийских играх в Токио, он сыграл во всех матчах группового этапа, а также в четвертьфинале против будущего чемпиона, Венгрии. Он сыграл свой последний матч за сборную 25 июня 1967 года, это была последняя игра Румынии в рамках отбора к чемпионату Европы 1968 против будущего чемпиона, Италии.

## Карьера тренера
Сразу же после окончания игровой карьеры Нунвайллер в 1972 году возглавил как тренер свой бывший клуб «Динамо Бухарест». В своём первом сезоне он выиграл чемпионат. Следующий сезон он завершил на четвёртом месте, в зимнюю паузу его заменил Николае Думитру. В марте 1976 года уже Нунвайллер стал преемником Думитру. В 1977 году он выиграл свой второй чемпионский титул как тренер.
В 1979 году Нунвайллер покинул «Динамо» и возглавил молодёжную сборную Румынии. С 1981 по 1983 год он руководил «Глория Бистрица» из Дивизии B, но не смог вывести клуб в элиту. Во время зимнего перерыва в 1983/84 сезоне он стал тренером «Корвинула». Год спустя клуб финишировал в середине турнирной таблицы, однако, Нунвайллер принял решение покинуть клуб.
Летом 1985 года он возглавил только что вышедшую в элиту «Виктория Бухарест». Затем в 1986—1989 годах он руководил «Флакэра Морени», которая по итогам 1988/89 сезона вышла в Кубок УЕФА.
После года в турецком «Бурсаспоре» в апреле 1990 года Нунвайллер стал тренером «Арджеша», сменив Константина Станку. Команда находилась в зоне вылета и в итоге покинула высшую лигу. После окончания сезона его заменил Константин Кюрстя. Нунвайллер вернулся в клуб в зимний перерыв сезона 1991/92. Однако в итоге клуб вылетел в Дивизию В.
В 1993 году Нунвайллер недолго тренировал «Чахлэул» и помог команде подняться в Дивизию А. После этого он на несколько лет решил сделать перерыв от футбола. В 1996—1998 одах он руководил женской командой «Динамо Бухарест». Его последним клубом стал «Бая-Маре», он тренировал команду в 1998/99 сезоне, по итогам которого клуб вылетел из Дивизии В. После этого он закончил карьеру тренера, а затем работал консультантом в «Динамо Бухарест».

## Вне футбола
Ион Нунвайллер происходил из футбольной семьи. Все его шестеро братьев: Костика, Думитру, Лица, Виктор, Раду и Эдуард — также были футболистами, Лица и Раду играли за сборную Румынии, а последний даже представлял страну на чемпионате мира 1970. Чтобы избежать путаницы с братьями, румынская спортивная пресса часто называла Иона Нунвайллер III.
25 марта 2008 года президент Румынии Траян Бэсеску наградил Нунвайллера за его достижения спортивным орденом III степени. Кроме того, он является заслуженным мастером спорта и заслуженным тренером Румынии.
В пожилом возрасте Нунвайллер страдал катарактой и редко выходил из дома. Он умер 3 февраля 2015 года в возрасте 79 лет.